# Губин, Михаил Александрович
Михаил Александрович Губин (1915—1943) — лейтенант Рабоче-крестьянской Красной Армии, участник Великой Отечественной войны, Герой Советского Союза (1944).

## Биография
Михаил Губин родился 17 сентября 1915 года в селе Ильинка (ныне — Кувандыкский район Оренбургской области) в крестьянской семье. Окончил шесть классов школы, работал бригадиром в колхозе. В 1941 году Губин был призван на службу в Рабоче-крестьянскую Красную Армию. С июня того же года — на фронтах Великой Отечественной войны. К ноябрю 1943 года лейтенант Михаил Губин командовал ротой автоматчиков 1120-го стрелкового полка 333-й стрелковой дивизии 6-й армии 3-го Украинского фронта. Отличился во время освобождения Запорожской области Украинской ССР.
26 ноября 1943 года в ходе боёв к югу от села Алексеевская Запорожского района на правом берегу Днепра рота Губина отразила большое количество вражеских контратак, вынудив противника отступить. 27 ноября Губин погиб в бою. Похоронен в селе Каневское Запорожского района.
Указом Президиума Верховного Совета СССР от 22 февраля 1944 года лейтенант Михаил Губин посмертно был удостоен высокого звания Героя Советского Союза. Также посмертно был награждён орденом Ленина.